# Ekkehard I
Ekkehard I, född 910 i Thurgau, död 14 januari 973 i Sankt Gallen, var en munk och dekan i Sankt Gallens kloster. 
Ekkehard skrev omkring 920 Waltharius, en latinsk episk dikt på hexameter om Walther av Akvitanien och hans älskade Hildegunde, utgiven av Jacob Grimm i "Lateinische Gedichte des 10. und 11. Jahrhunderts" (1838).